# Anselmo Carretero
Anselmo Carretero Jiménez (Segovia, 9 de abril de 1908 - Ciudad de México, 22 de mayo de 2002) fue un ensayista y militante socialista español. Ingeniero industrial de formación, se especializó en Oceanografía y se dedicó, en paralelo, a estudiar la historia de España, y especialmente la de Castilla, siendo junto a su padre Luis Carretero Nieva el fundador de la corriente conocida como "carreterismo". 

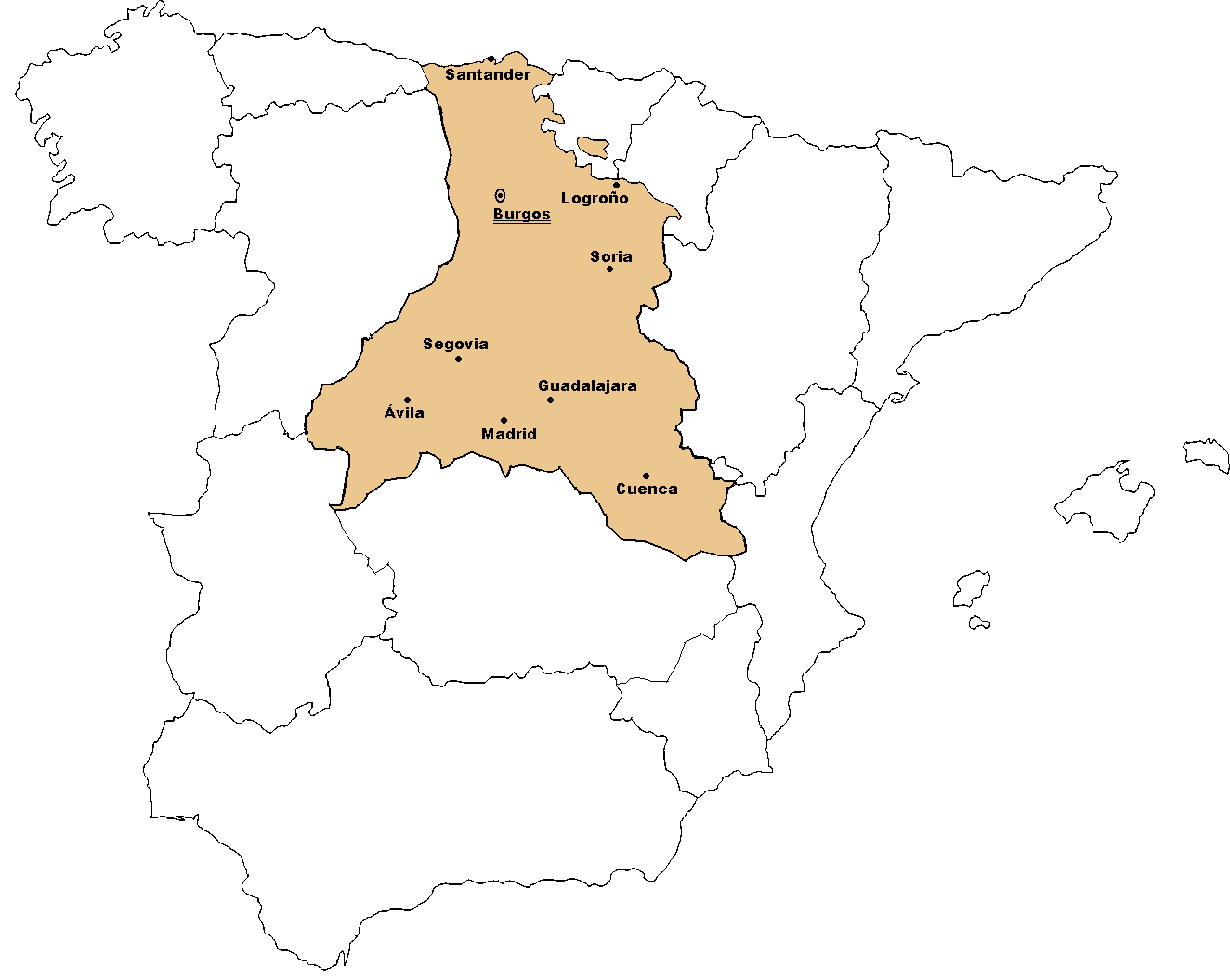
Mapa de Castilla según las teorías propugnadas por Anselmo Carretero

## Biografía
Tras terminar sus estudios obtuvo una beca para ir a estudiar a Alemania. También vivió, antes de la guerra civil española, en Francia y México (donde impartió clases de Física y Matemáticas). Regresó a España en 1936 para trabajar en la Dirección General de Pesca. Tras estallar la Guerra Civil, combatió en el bando republicano y tras la derrota, regresó a México donde vivió exiliado. Trabajó, durante años, en la Sociedad Mexicana de Crédito Industrial. Durante algún tiempo fue, también, ingeniero agrícola en una explotación agrícola en Holcatzin (Campeche).
Entre sus ensayos destacan «Las nacionalidades españolas» (1952), «La integración nacional de las Españas» (1957), «La personalidad de Castilla en el conjunto de los pueblos hispánicos» (1962), «España y Europa» (1971), «Las nacionalidades españolas» (1977), «Los pueblos de España» (1980. Edición española: Barcelona 1992, Editorial Hacer-Fundación Rafael Campalans) y «El antiguo Reino de León (País Leonés): sus raíces históricas, su presente, su porvenir nacional» (1994, Centro de Estudios Constitucionales). Fue, además, cofundador de las revistas «Las Españas» y «Diálogo de las Españas».
En sus obras criticó la tesis de considerar a Castilla el elemento central del Imperio español, así como de equiparar lo castellano con lo español. Prestó atención a la sociedad comunal existente históricamente en Castilla, que se manifestó en las Comunidades de Villa y Tierra. 
Fue militante del PSOE y defensor de un Estado federal. Siempre se refirió a España como a una «nación de naciones». Sin embargo, durante la Transición española criticó duramente el proceso autonómico por considerar que en algunos casos (como el de Castilla y León) no existía fundamento histórico. Por eso mismo apoyó las reivindicaciones de la asociación cultural Comunidad Castellana, basada en su propia concepción de Castilla, y a la Junta pro Burgos cabeza de Castilla, una asociación regionalista burgalesa encabezada por el abogado y exprocurador en las Cortes franquistas José María Codón que pedía la autonomía para Castilla la Vieja.
Ignacio Carral, discípulo de Luis Carretero Nieva, padre de Anselmo Carretero y su predecesor, admitió en 1931 que "si por propia voluntad León y Castilla -que tantas veces cruzaron su historia, quisieran unirse, unidas deberían presentarse ante España en una sola personalidad regional (...)".
También Comunidad Castellana (CC), una de las organizaciones herederas del pensamiento de Luis Carretero y fundada en febrero de 1977, a la altura de 1978 ya consideraba "la federación de tres regiones: Castilla, León y La Mancha".
Tras su muerte, su biblioteca fue donada por disposición testamentaria a la Fundación Pablo Iglesias.

## Carretero y la «España plural»
Figuras importantes de la actual política española, como Pasqual Maragall o José Luis Rodríguez Zapatero, se han referido a Carretero como inspirador de sus concepciones territoriales de España.
Un ejemplo de la influencia de Carretero en Pasqual Maragall es el correo electrónico que le envió el 30 de marzo de 2005 a Felipe González en medio de la polémica sobre el Estatuto de autonomía de Cataluña de 2006 y en el que le reafirmaba la apuesta del socialismo catalán por la «España plural» que «en el fondo era la de la Constitución de 1978»:

He leído que Catalunya no se puede reiventar. Estoy de acuerdo. Catalunya, como Castilla, es más vieja que España. Hace tiempo que está inventada.
Fabián Estapé recordaba hace poco en La Vanguardia a Anselmo Carretero, un republicano socialista, nacido en Segovia y afincado en León y luego exiliado en México, al que conociste perfectamente.
Carretero acuñó con Bosch Gimpera, exiliado también allí y exrector de la Universidad de Barcelona en los años 30, la expresión "nacionalidades y regiones de España". Según Estapé, el texto de Bosch Gimpera y Carretero llegó a manos de Solé Tura cuando redactaba la Constitución.
Al pobre Anselmo, que había casado con Ofelia Gordón, hija de Gordón Ordás e íntima amiga de mi madre, se le dejaba hablar en los interminables congresos del PSOE a altas horas de la madrugada. Yo me quedaba para oírle hablar de una España que era la mía pero que al PSOE de aquellos momentos no le interesaba.
Interesaba la España del Estado de las autonomías sin distinciones y asustaba, sobre todo a partir del golpe de 1981 y de la LOAPA, la deriva hacia una España plural que en el fondo era la de la Constitución de 1978, la de Anselmo y Bosch Gimpera y la nuestra, la del socialismo catalán.